# جیحونک بالا
جیحونک بالا، روستایی از توابع بخش میرجاوه شهرستان میرجاوه در استان سیستان و بلوچستان ایران است.

## جمعیت
این روستا در دهستان تمین قرار دارد و براساس سرشماری مرکز آمار ایران در سال ۱۳۸۵، جمعیت آن ۲۶ نفر (۵خانوار) بوده‌است.